# Sikkel (werktuig)

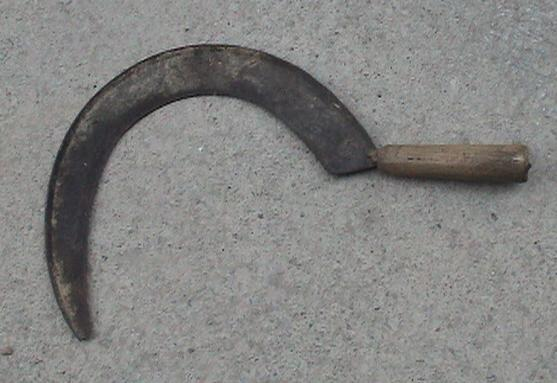
Sikkel

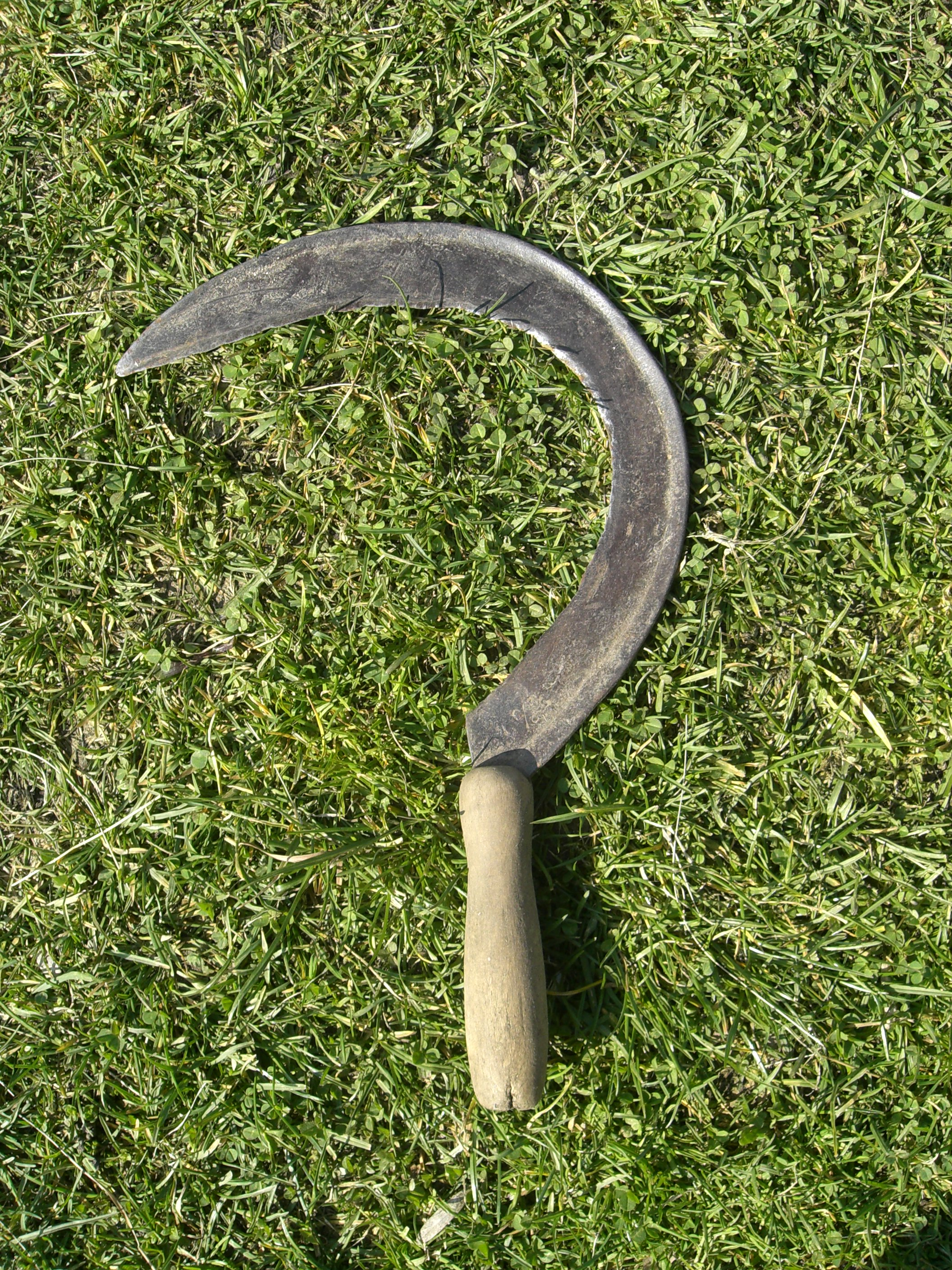
Sikkel

Een moderne sikkel is een eenvoudig handwerktuig, met een scherp, ijzeren of stalen, halvemaanvormig lemmet met daaraan een houten handvat bevestigd, waarmee bijvoorbeeld graan, gras of riet afgesneden kan worden. Het is waarschijnlijk een van de oudste gereedschappen van de mens.

## Gebruik
De gebruiker van een sikkel moet bij het werk diep bukken of knielen om het gras of de halmen te maaien. De courantste methode houdt in dat de maaier met één hand een handvol graanhalmen net onder de aren vasthoudt en ze naar zich toe trekt. Met de andere hand snijdt hij met een zagende beweging de graanhalmen door. De gelijksoortige zeis is in wezen een sikkel met een lange steel (loodrecht op het snijblad) met twee handvatten, zodat rechtopstaand gewerkt kan worden. Er bestaat ook een tussenvorm: de zicht, met de bladvorm als van een zeis, doch de steel is half zo lang als die van de zeis en heeft maar één handvat. De gebruiker van de zicht werkt ook in een gebogen houding, maar kan het gemaaide graan met een pikhaak verzamelen tot een bos in één werkgang. Elk van de werktuigen vereist overigens een totaal verschillende techniek van de gebruiker.
Het rendement per hectare ligt vrij laag bij het maaien met de sikkel. Schattingen lopen uiteen tussen de 14 en de 20 are per dag, naargelang de graansoort. Het grootste nadeel ligt echter in het verlies aan stro als gevolg van het snijden van de graanhalmen op 10 tot 15 cm hoogte.
De oudste bekende sikkels stammen al uit de jonge steentijd in het Midden-Oosten, toen de mens leerde graan te planten. Ze werden nog van vuursteen en klei gemaakt. De sikkel werd als belangrijkste maaiwerktuig in Vlaanderen al in de Middeleeuwen verdrongen door de zeis en later de pik met pikhaak. Ze wordt op kleine schaal nog steeds gebruikt.
Het onderhoud van de sikkel gebeurt net zoals dit het geval is bij de zeis, met dit verschil dat er opgelet moet worden om bij het zetten enkel de bovenkant van de sikkel te slijpen. Net zoals bij een schaar is hier de richting van de snede van belang: bij het trekken van het werktuig moet de sikkel een benedenwaartse richting volgen, die gestuurd wordt door de snede van het sikkelblad. Indien men systematisch zou zetten aan de onderkant van het blad, zou dit bij het snijden of trekken een opwaartse beweging veroorzaken, hetgeen gevaar voor de vingers van de arbeider zou inhouden.
Het "haren" van de sikkel (zie bij zeis) is een veel minder gebruikte bewerking, maar is eveneens nodig om een scherp en goedwerkend werktuig te behouden. Omdat de moderne sikkels geproduceerd worden uit metaal, dat dikker is dan de oude fijngesmede werktuigen, wordt haren na enige tijd zelfs zeer moeilijk.

## Symboliek
De sikkel werd samen met een hamer gebruikt als symbool van het communisme dat het verbond uitdrukte der proletariërs; de fabrieksarbeiders (hamer) en de landarbeiders (sikkel). Hij stond daarom op de vlag van de Sovjet-Unie en veel andere communistische landen.